# Bảo tàng Ai Cập
Bảo tàng Ai Cập hay Bảo tàng Cairo (tên đầy đủ trong tiếng Anh: Museum of Egyptian Antiquities; tiếng Ả Rập:المتحف المصري) là một viện bảo tàng ở thành phố Cairo, là nơi trưng bày một bộ sưu tập khổng lồ các di vật về thời kỳ Ai Cập cổ đại. Nó có hơn 120.000 vật thể đang được trưng bày, các vật còn lại được lưu giữ trong kho. Đây là một trong những viện bảo tàng lớn nhất khu vực. Vào tháng 2 năm 2017, viện bảo tàng đã được mở cửa lại cho công chúng.

## Lịch sử

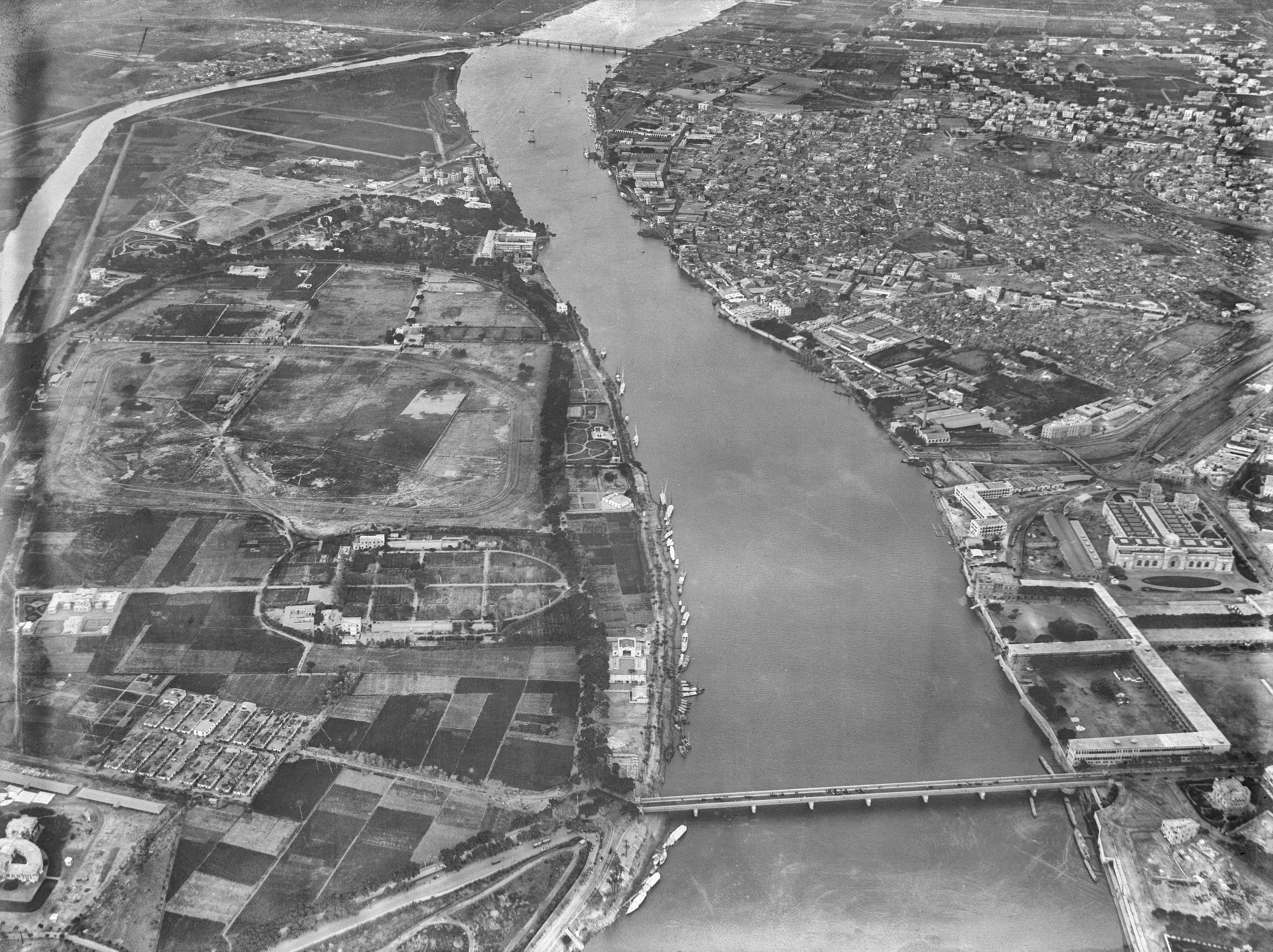
Ảnh chụp từ trên không năm 1904 từ khinh khí cầu, Bảo tàng Ai Cập nằm ở phía bên phải.

Bảo tàng Ai Cập lưu giữ nhiều mảnh ghép quan trọng của lịch sử Ai Cập cổ đại. Nơi đây lưu giữ bộ sưu tập cổ vật từ thời đại các pharaon lớn nhất thế giới. Chính phủ Ai Cập đã cho thành lập bảo tàng và xây dựng vào năm 1835 gần vườn Ezbekeyah, sau đó chuyển đến thủ đô Cairo. Năm 1855, Maximiliano I của México đã được chính phủ Ai Cập trao tặng tất cả các cổ vật; những vật này hiện đang ở trong Bảo tàng Kunsthistorisches ở Vienna.
Một tòa nhà bảo tàng mới được thành lập tại Boulaq vào năm 1858 từ một nhà kho cũ, lưu giữ bộ cổ vật mới dưới sự chỉ đạo của Auguste Mariette. Tòa nhà nằm trên bờ sông Nile, vào năm 1878, nó đã chịu thiệt hại đáng kể trong một trận lụt lớn của sông Nile. Năm 1891, bộ sưu tập đã được chuyển đến một cung điện hoàng gia cũ, ở quận Giza của Cairo. Chúng được bảo quản ở đó cho đến năm 1902 khi chúng được chuyển đi lần cuối cùng đến bảo tàng hiện nay ở Quảng trường Tahrir, được xây dựng bởi công ty Giuseppe Garozzo và Francesco Zaffrani của Ý và thiết kế bởi kiến trúc sư người Pháp Marcel Dourgnon.

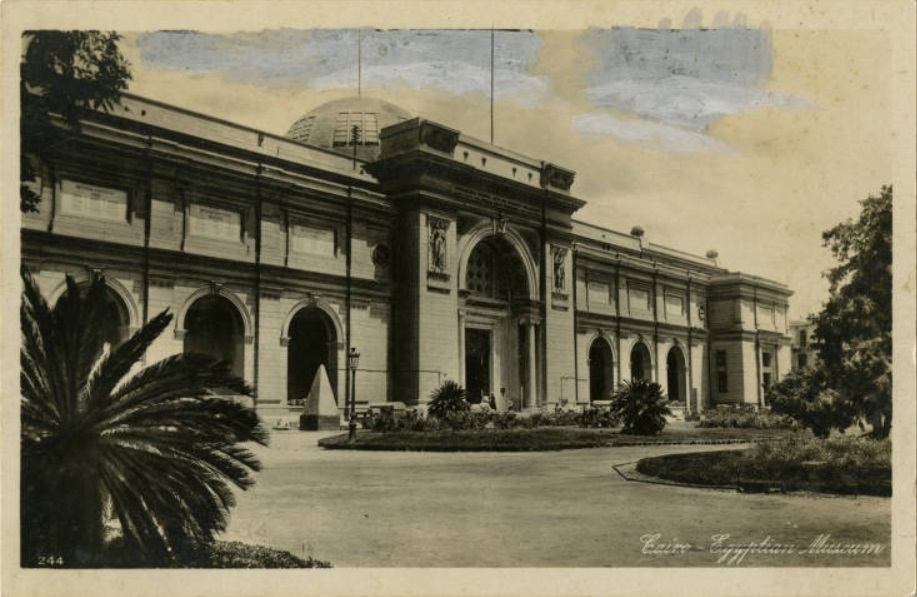
Bưu thiếp mô tả Bảo tàng Ai Cập

Năm 2004, bảo tàng đã bổ nhiệm Wafaa El Saddik làm nữ tổng giám đốc đầu tiên. Trong cuộc Cách mạng Ai Cập 2011, bảo tàng đã bị phá hủy một phần và hai xác ướp bị hư hại nghiêm trọng. Một số cổ vật được trưng bày cũng được cho là đã bị hư hại. Khoảng 50 hiện vật đã bị mất. Sau đó, 25 trong số 50 hiện vật đã được tìm thấy. Những tác phẩm đã được khôi phục đã được đưa vào trưng bày trong bảo tàng từ tháng 9 năm 2013 trong một cuộc triển lãm mang tên Thiệt hại và Phục hồi (Damaged and Restored). Trong số các hiện vật được trưng bày, có hai bức tượng của pharaon Tutankhamun làm bằng gỗ tuyết tùng và lớp phủ vàng, một bức tượng của vua Akhenaten, bức tượng ushabti của về các vị vua Nubian, xác ướp của một đứa trẻ và một chiếc bình thủy tinh nhỏ.

## Bên trong bảo tàng

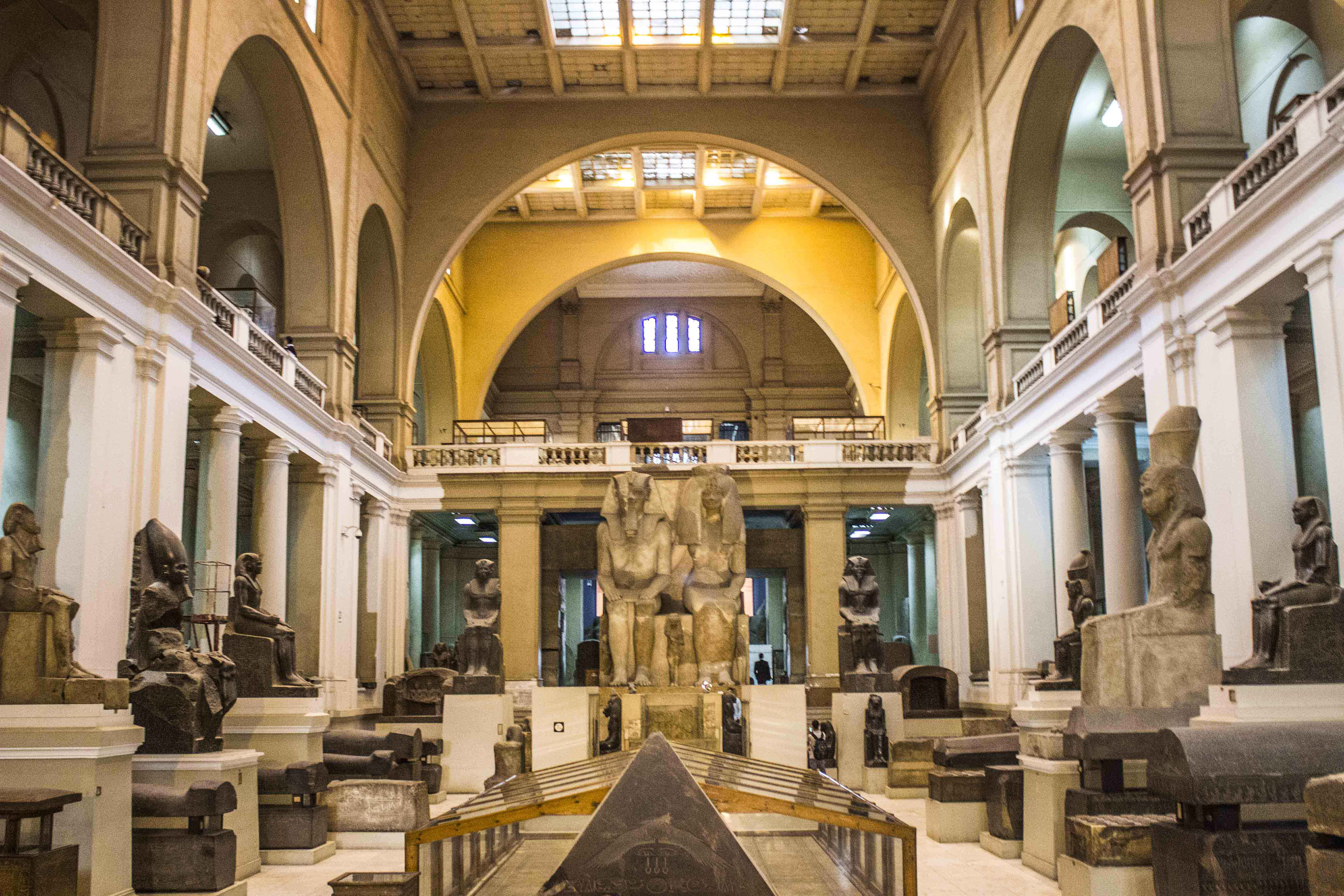
Bên trong Bảo tàng Ai Cập

Có hai tầng chính trong bảo tàng, tầng trệt và lầu một. Ở tầng trệt có một bộ sưu tập lớn các mảnh giấy cói và tiền xu được sử dụng trong thế giới cổ đại. Nhiều mảnh giấy cói chủ yếu là những mảnh nhỏ do sự phân rã của chúng trong hai thiên niên kỷ qua. Một số ngôn ngữ cổ đại được tìm thấy trên các mảnh giấy này, bao gồm tiếng Hy Lạp, tiếng Latin, tiếng Ả Rập và tiếng Ai Cập cổ đại. Các đồng tiền xu được tìm thấy trên tầng này được làm từ nhiều kim loại khác nhau, bao gồm vàng, bạc và đồng. Các đồng tiền không chỉ là của Ai Cập, mà còn là Hy Lạp, La Mã và Hồi giáo. Điều này đã giúp các nhà sử học nghiên cứu lịch sử ngành thương nghiệp của Ai Cập cổ đại.
Ngoài ra ở tầng trệt là những cổ vật từ Tân Vương quốc, trong khoảng thời gian từ năm 1550 đến 1069 trước Công nguyên. Những cổ vật này thường có kích thước to lớn hơn các cổ vật được tạo ra trong các thế kỷ trước. Những hiện vật này bao gồm các bức tượng, bàn và quan tài (sarcophagi). Nó cũng bao gồm 42 phòng, khi đi qua khu vực kiểm tra an ninh trong tòa nhà, nhìn thẳng về phía đối diện và phía sau tòa nhà, sẽ thấy nhiều hiện vật nhìn từ sarcophagi, thuyền đến những bức tượng bằng đá khổng lồ.
Trên tầng một của bảo tàng trưng bày các cổ vật từ hai vương triều cuối cùng của Ai Cập, bao gồm các vật thể từ lăng mộ của các pharaon: Thutmosis III, Thutmosis IV, Amenophis II, Hatshepsut, và triều thần Maiherpri, cũng như nhiều cổ vật từ Thung lũng các vị Vua, đặc biệt là các tài liệu còn sót lại từ ngôi mộ nguyên vẹn của vua Tutankhamun và Psusennes I. Trong bảo tàng còn có hai căn phòng đặc biệt dùng để chứa một số xác ướp của các vị vua và các thành viên hoàng tộc khác của Tân Vương quốc. Theo quy định của bảo tàng, du khách đến tham quan hai căn phòng này không được quay phim hay chụp hình.

## Khu vực tưởng niệm các nhà Ai Cập học
Trong khu vườn nằm bên cạnh với tòa nhà của bảo tàng, có một đài tưởng niệm các nhà Ai Cập học nổi tiếng thế giới. Ở đây có một tượng đài lớn của Auguste Mariette, được bao quanh bởi 23 bức tượng bán thân của những nhà Ai Cập học sau đây: François Chabas, Johannes Dümichen, Conradus Leemans, Charles Wycliffe Goodwin, Emmanuel de Rougé, Samuel Birch, Edward Hincks, Luigi Vassall Théodule Devéria, Vladimir Golenishchev, Ippolito Rosellini, Labib Habachi, Sami Gabra, Selim Hassan, Ahmed Kamal, Zakaria Goneim, Jean-François Champollion, Amedeo Peyron, Willem Pleyte và Gaston Maso.

## Thư viện ảnh
Hình ảnh của một vài cổ vật tiêu biểu được trưng bày trong bảo tàng.

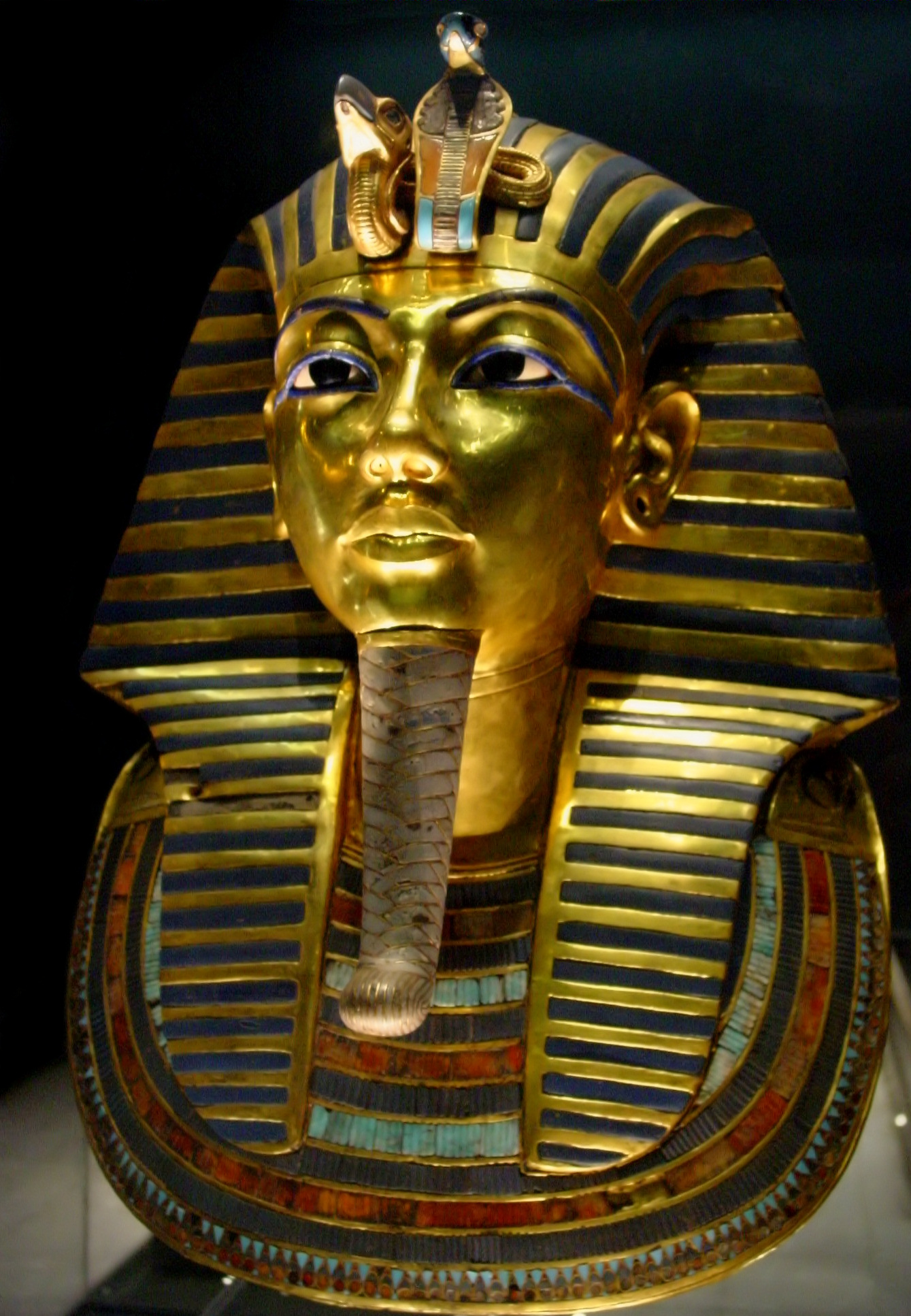
Chiếc Mặt nạ của Tutankhamun
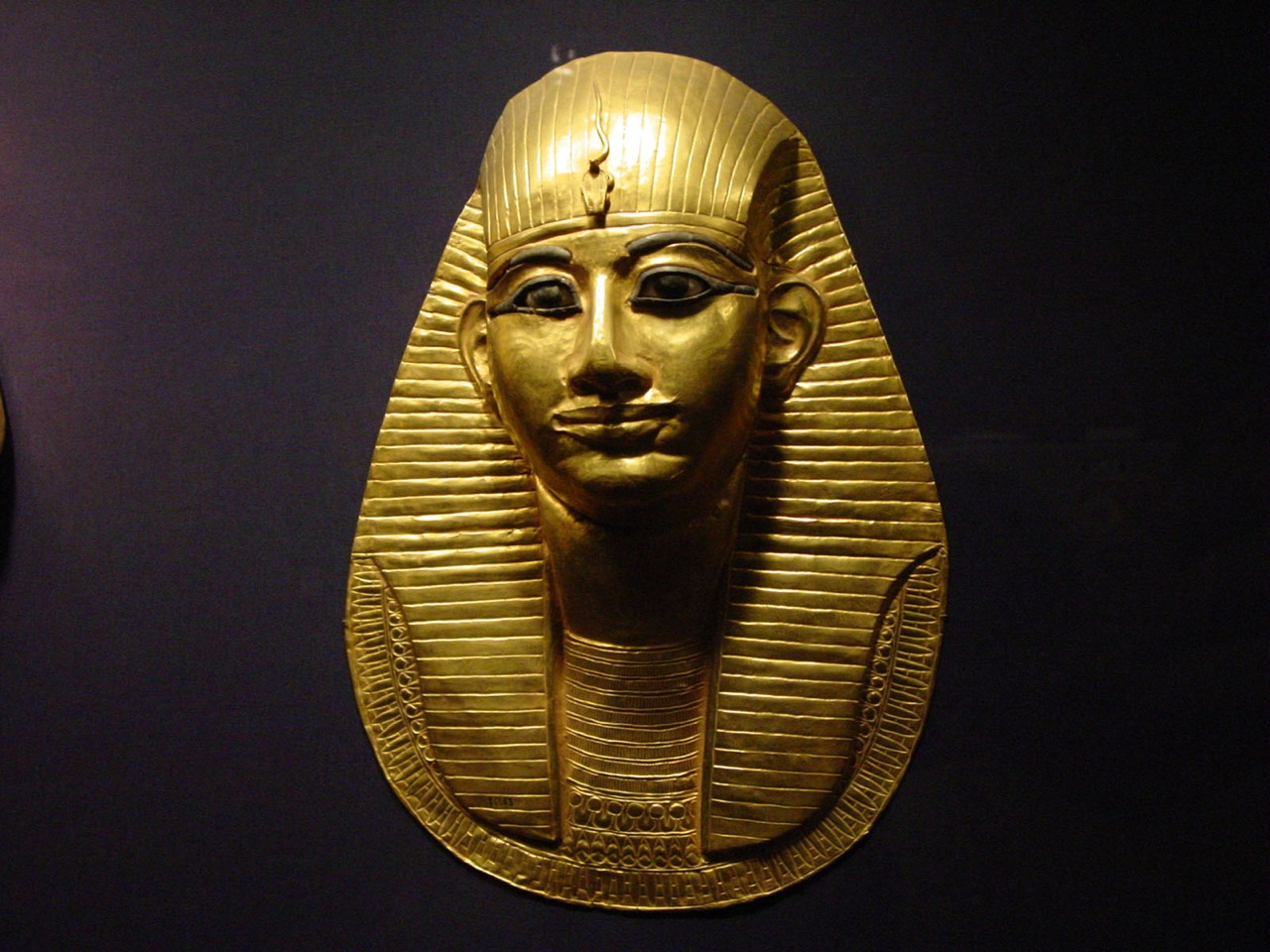
Mặt nạ xác ướp của Amenemope
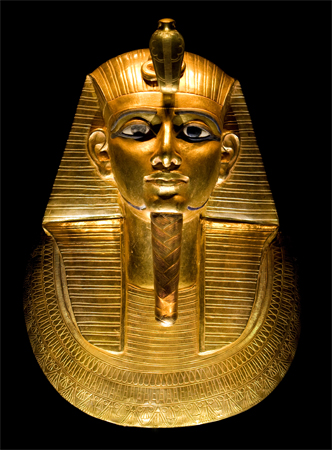
Mặt nạ xác ướp của Psusennes I
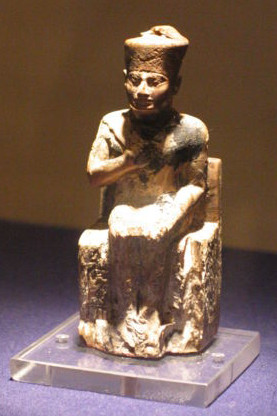
Tượng bán thân của vua Khufu
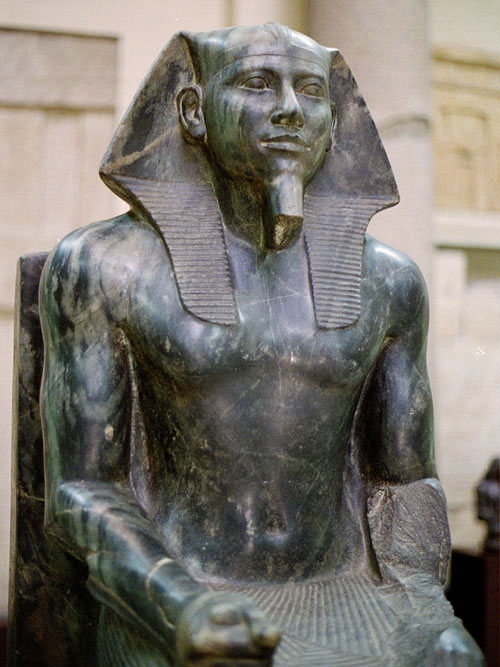
Tượng của Khafre
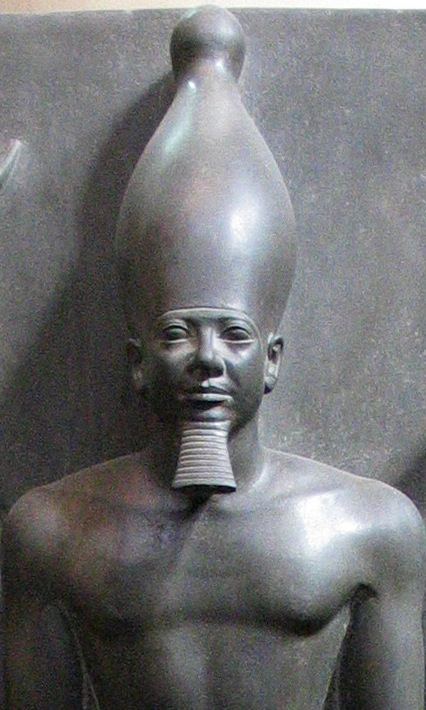
Tượng của Menkaure
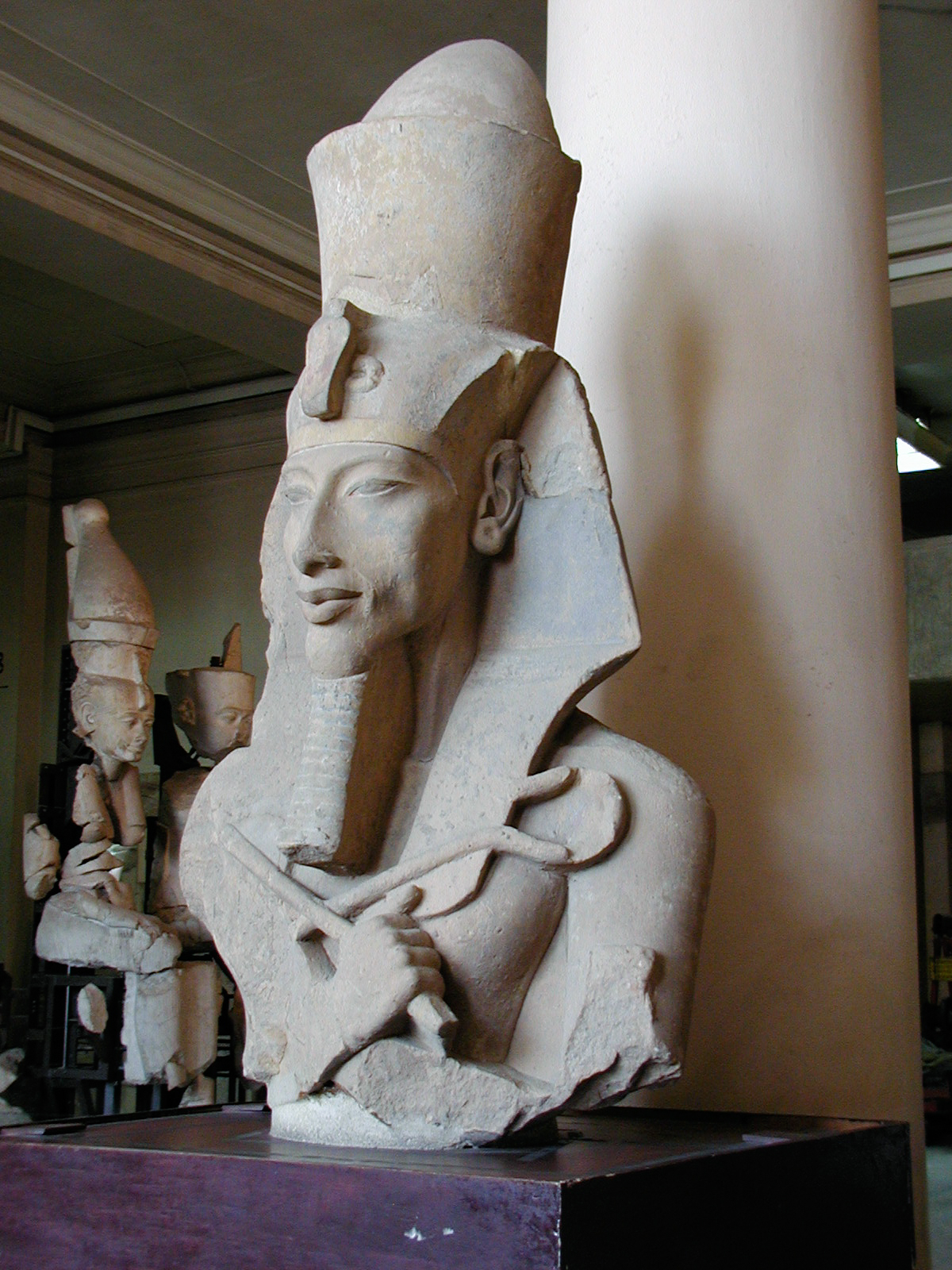
Tượng bán thân của Akhenaten
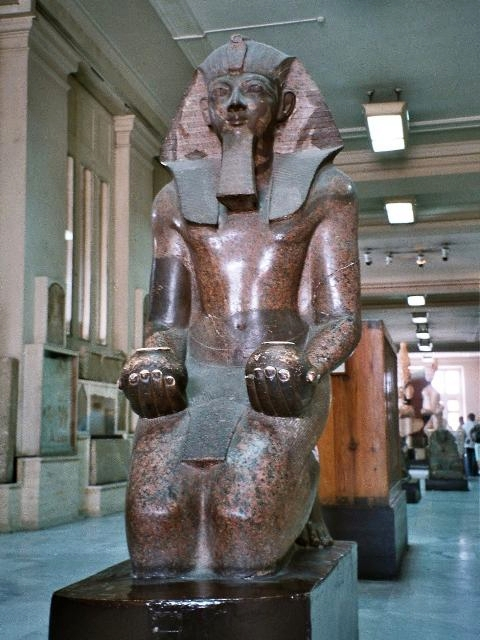
Tượng của Thutmose III
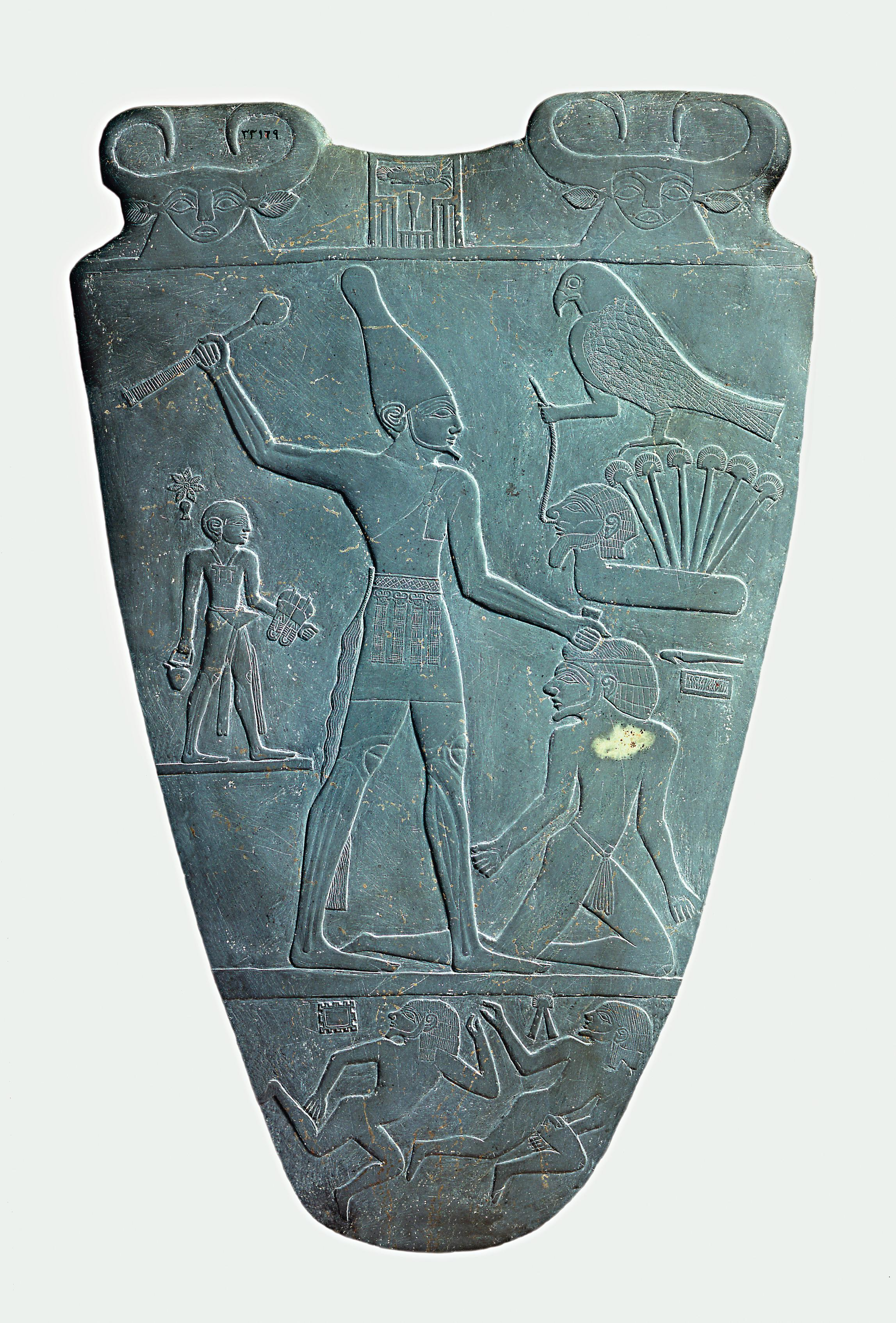
Bảng màu Narmer
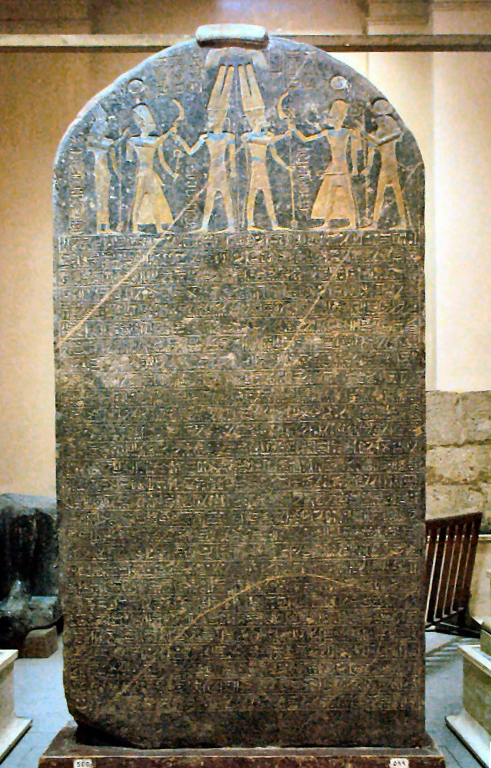
Tấm bia Merneptah
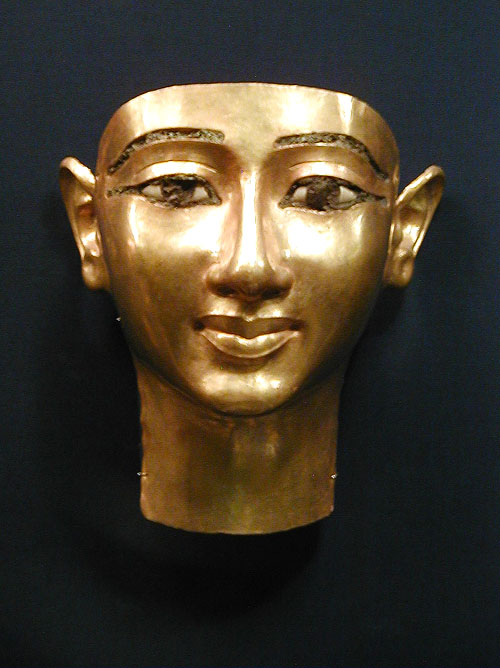
Mặt nạ của Wendjebauendjed